# زمالة سلون
زمالة سلون للأبحاث، هي جوائز تمنحها سنوياً مؤسسة ألفريد سلون منذ عام 1955، وتهدف لـ«تقديم الدعم والاعتراف بالأعمال الأولى للعلماء والباحثين». وهي جائزة مختلفة عن زملاء سلون التي تقدم في مجال الأعمال.
منحت جائزة الزمالة في البداية في مجالات الكيمياء والفيزياء والرياضيات. أضيفت لاحقاً عدة جوائز في مجالات العلوم العصبية (1972)، الاقتصاد (1980)، علم الحاسوب (1993) وعلم الأحياء الجزيئي (2002). منحت هذه الزمالات سنوياً لـ126 باحث. منذ بداية برنامج الجائزة عام 1955، فاز بها 43 عالم من الفائزين بجائزة نوبل و15 باحث فائز بميدالية فيلدز في الرياضيات

## متطلبات الأهلية للحصول على الجائزة
كانت المؤسسة داعمة للعلماء الآباء، من خلال إتاحة وقت إضافي لهم بعد حصولهم على الدكتوراة ليكونوا مؤهلين للحصول على الجائزة:

يجب أن يكون المرشحون للزمالات حاصلين على درجة الدكتوراة (أو ما يعادلها) في أحد المجالات الكيمياء، الفيزياء، الرياضيات، علوم الكمبيوت، الاقتصاد، علم الأعصاب، وعلم الأحياء الجزيئي الحسابي والتطوري، ويجب أن يكون من أعضاء هيئة تدريسية في كلية عادية أو جامعة في الولايات المتحدة أو كندا."
 يجب أن يكونوا قد استغرقوا أكثر من ست سنوات لإكمال متطلبات الحصول على الدكتوراة منذ عام الترشيح، إلا في حال وجود ظروف خاصة كالالتحاق بالخدمة العسكرية أو تغيير مجال البحث أو المشاركة في تربية أطفال أو أن يكون المترشح قد تعيّن عضواً في هيئة تدريس لمدة تقل عن سنتين. إذا انطبقت إي من الظروف المذكورة أعلاه، يتم تقديم تفسير واضح في خطاب الترشيح. طالما أن الباحثين يكونون في مراحل مبكرة من حياتهم البحثية، لا بد من وجود دليل قوي على الإنجازات البحثية المستقلة. يكون المرشحون في كل المجالات عادة أقل من رتبة أستاذ مشارك، لكن هذه ليست متطلبات صارمة. ترحب مؤسسة ألفريد سلون بترشيحات جميع المقدمين الذين يستوفون المعايير التقليدية المتقدمة للبرنامج، وتشجع مشاركة المرأة وأفراد الأقليات في البلاد.

## الحاصلون على الجائزة

### الفائزون بجائزة نوبل في الفيزياء الذين حصلوا على زمالة سلون
- 1965 ريتشارد فاينمان (SRF 1955)
- 1969 موري جيلمان (SRF 1957)
- 1972 ليون كوبر (SRF 1959)
- 1979 شيلدون جلاشو (SRF 1962)
- 1979 ستيفن واينبرج (SRF 1961)
- 1980 فال فيتش ( SRF 1960)
- 1980 جيمس كرونين (SRF 1962)
- 1982 كينيث ويلسون (SRF 1963)
- 1988 جاك شتاينبرجر (SRF 1958)
- 1988 ملفن شفارتز (SRF 1959)
- 1995 فريدريك راينس (SRF 1959)
- 2000 آلن هيغير (SRF 1963 – chemistry)
- 2001 كارل ويمان (SRF 1984)
- 2004 دايفيد غروس (SRF 1970)
- 2004 هيو دايفيد بولتيزر (SRF 1977)
- 2004 فرانك ويلكزك (SRF 1976)
- 2005 تيودور هانش (SRF 1973)

### فائزون بجائزو نوبل في الكيمياء حصلوا على زمالة سلون
- 1981 رولد هوفمان (SRF 1966)
- 1986 دودلي هيرشباك (SRF 1959)
- 1986 يوان تسي لي (SRF1969)
- 1986 جون تشارلس بولانيي (SRF1959)
- 1990 إلياس جيمس خوري (SRF 1955)
- 1992 رودولف ماركوس (SRF 1960)
- 1995 ماريو مولينا (SRF 1976)
- 1996 روبرت كيرل (SRF 1961)
- 1996 ريتشارد سمولي (SRF 1978)
- 1999 أحمد زويل (SRF 1978)
- 2000 آلن ماكديرميد (SRF 1959)
- 2001 كارل باري شاربلس (SRF 1973)
- 2005 روبرت غرابز (SRF 1974)
- 2005 ريتشارد شروك (SRF 1976)
- 2013 مارتين كاربلوس (SRF 1959)
- 2013 أريه وارشيل (SRF 1978)

### فائزون بجائزة نوبل التذكارية في الاقتصاد حصلوا على زمالة سلون
- 1994 جون فوربس ناش (زمالة أبحاث سلون في الرياضيات)
- 2007 إيريك ماسكين
- 2007 روجر ميرسون
- 2012 ألفين روث
- 2013 لارس بيتر هانسن
- 2014 جان تيرول

### فائزون بجائزة نوبل في الطب حصلوا على زمالة سلون
- 1997 ستانلي بروسينر (زمالة أبحاث سلون في علم الأعصاب)
- 2003 بول لاوتربر
- 2004 ليندا باك (زمالة أبحاث سلون في علم الأعصاب)

### فائزون بميداليات فيلدز حصلوا على زمالة سلون
- 1962 جون ملنور (SRF 1955)
- 1966 بول كوهين (عالم رياضيات) (SRF 1962)
- 1966 ستيفن سمال (SRF 1960)
- 1970 هيسوك هيروناكا (SRF 1962)
- 1970 جون تومسون (SRF 1961)
- 1974 ديفيد مومفورد (SRF 1962)
- 1978 تشارلز فيفرمان (SRF 1970)
- 1978 دانيال كويلين (SRF 1967)
- 1982 ويليام ثورستون (SRF 1974)
- 1982 شينغ تونغ ياو (SRF 1974)
- 1986 مايكل فريدمان (SRF 1980)
- 1990 فوغان جونز (SRF 1983)
- 1998 كورتيس مكمولن (SRF 1988)
- 2002 فلاديمير فويفودسكي (SRF 1997)
- 2006 أندري أوكنكوف (SRF 2000)
- 2006 تيرنس تاو (SRF 1999)

## وصلات خارجية
- الموقع الرسمي لزمالة سلون
- بروشور الزمالة 2015